# Alvin and the Chipmunks: Songs of Hope and Despair
Songs of Hope and Despair è stato pubblicato il 15 settembre 2012

## Il disco
Questo CD si può considerare il quarto album dei Alvin and the Chipmunks, e della loro casa di produzione, la Bagdasarian Productions. Inoltre si tratta dei 45º album del gruppo. A differenza degl'altri, questo cd non contiene tracce di cantanti famosi.

## Tracce
1. Rum and Razorblades
2. What Price Salvation
3. Dance on Broken Glass
4. Trypthic Rhythms
5. Numpties of the Universe
6. Broken Promises
7. Anachronistic Tendencies
8. Color Fades
9. Persona Non Grata
10. Shattered Glass
11. Washed Away
12. Thrill of the Chase